# Sommerfuglegoodeide
Sommerfuglegoodeide (Ameca splendens) er en ferskvandsfisk fra den monotypisk slægt Ameca. Den levede tidligere i Ameca-floden i Mexico.